# Cuchumatanea
Cuchumatanea je monotipski biljni rod iz porodice glavočika, dio podtribusa Galinsoginae. Jedina vrsta je jednogodišnja biljka C. steyermarkii, endem iz Gvatemale
Rod i vrsta opisani su prvi puta u Rhodora 68: 139 (1966).

## Sinonimi
Nema.